# Bart Zoet
Hubertus Balthazar "Bart" Zoet (20 de outubro de 1942 — 13 de maio de 1992) foi um ciclista holandês, que foi ativo entre 1961 e 1969. Competiu nos Jogos Olímpicos de 1964 em Tóquio, onde foi o vencedor e recebeu a medalha de ouro nos 100 km contrarrelógio por equipes, ao lado de Gerben Karstens, Evert Dolman e Jan Pieterse; terminou em vigésimo na prova de estrada individual. No ano seguinte, venceu o Grande Prêmio de 1 de Maio.
Zoet morreu de um ataque cardíaco, que foi induzida por depressão, alcoolismo e doença cardíaca hereditária.